# Jones Very

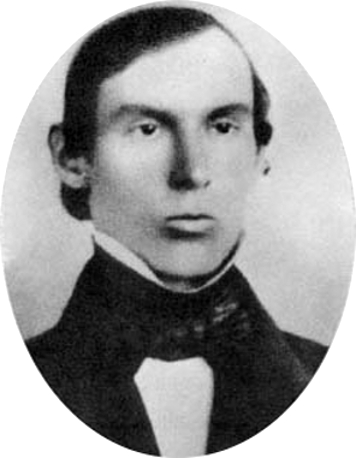
Jones Very omstreeks 1839

Jones Very (Salem, 28 augustus 1813 - aldaar, 8 mei 1880) was een Amerikaans dichter, essayist, geestelijke en mysticus, geassocieerd met de Amerikaanse transcendentalistische beweging. 
Very werd geboren in een familie van zeevaarders. In zijn jeugd maakte hij met zijn vader, die kapitein was, zeiltochten naar afgelegen oorden zoals Rusland. Hij verwierf bekendheid als Shakespeare-specialist en veel van zijn gedichten waren Shakespeariaanse sonnetten. Hij was goed bekend bij en gerespecteerd door de transcendentalisten, al had hij vroeg in zijn carrière een zenuwinzinking. Very werd geboren in Salem, Massachusetts, als kind van een ongehuwde neef en nicht. Hij werd verbonden aan de Harvard-universiteit, eerst als bachelor, later als student aan Harvard Divinity School waar hij ook docent Grieks werd. Hij bestudeerde intensief epische poëzie en werd uitgenodigd om over het onderwerp een lezing in zijn woonplaats te geven. Dit trok de aandacht van Ralph Waldo Emerson. Kort daarna begon Very te beweren dat hij de reïncarnatie van Jezus Christus was (de Messias), wat resulteerde in zijn ontslag aan Harvard en uiteindelijk in zijn opname in een krankzinnigengesticht. Toen hij werd vrijgelaten, hielp Emerson hem in 1839 met het uitgeven van zijn collectie Essays and Poems. Vanaf dat moment bracht Very het grootste deel van zijn leven door als een kluizenaar en publiceerde nog maar weinig gedichten. Zich niet langer de boodschapper van God voelend, trok hij zich terug in het huis van zijn familie in Salem, waar hij met zijn twee zussen woonde tot aan zijn dood in 1880.
- Gemeinsame Normdatei: 118768190
- International Standard Name Identifier: 0000 0000 9518 7357
- Library of Congress Control Number: n85207192
- MusicBrainz: 0aae99fb-0bb2-48b7-88b2-5c49d9ab184f
- Nationale Bibliotheek van Israël: 987007275225905171
- Nederlandse Thesaurus van Auteursnamen: 071397906
- SNAC: w6zs3qf3
- Système universitaire de documentation: 074108522
- Virtual International Authority File: 13103327
- WorldCat: E39PBJpJdPmFqMDbJyRqyhyyBP